# Musica classica italiana

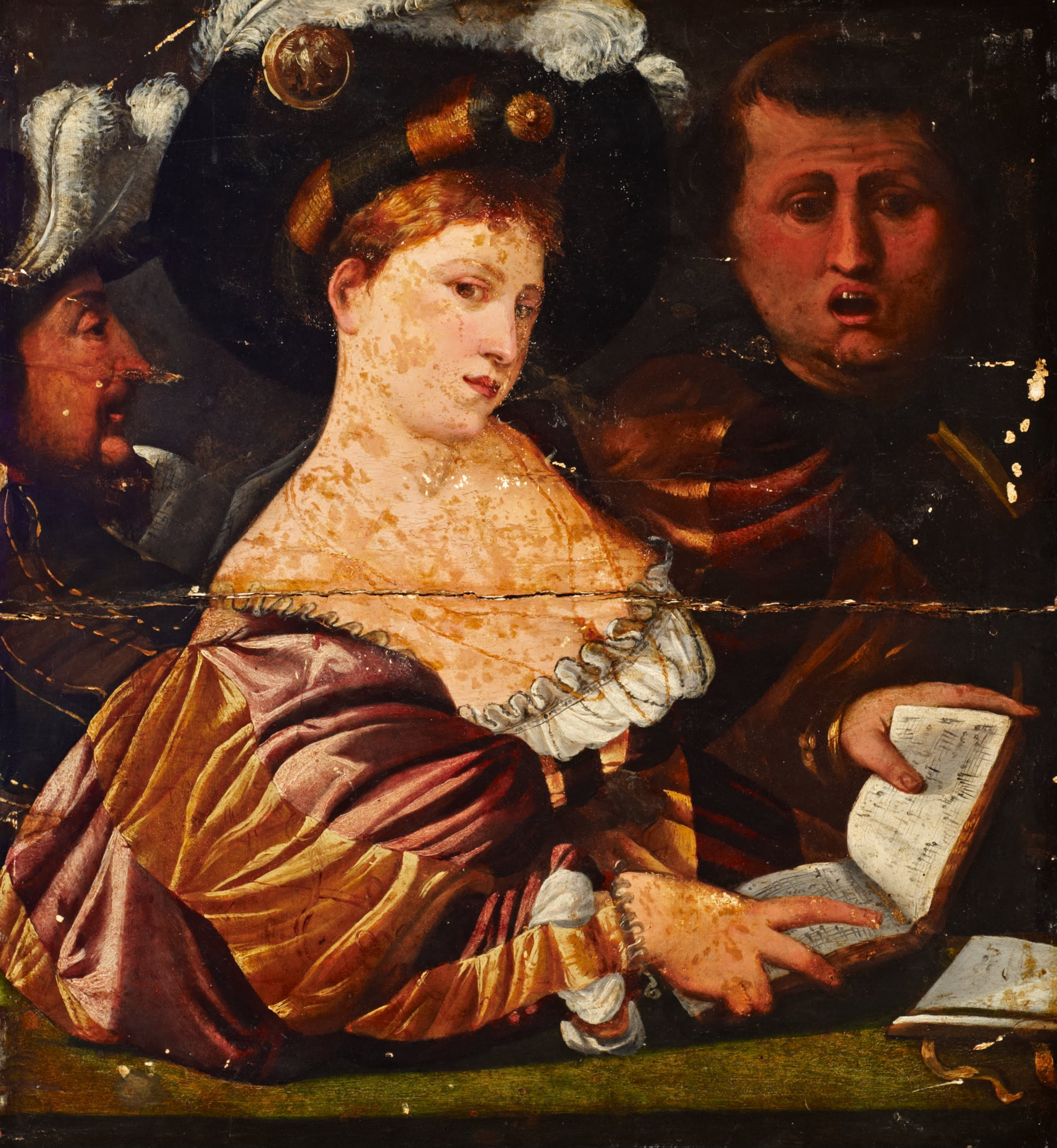
Italiano (veneziano) - Festa musicale

## Dalla musica antica fino al XX secolo

### Canto gregoriano
Il canto piano, noto anche come canto fermo, e più specificamente canto gregoriano, ambrosiano e gallicano, si riferiscono in genere a uno stile monofonico, non accompagnato, di canto paleocristiano eseguito dai monaci e sviluppato nella Chiesa cattolica romana principalmente durante il periodo 800-1000. Le differenze possono essere marginali o addirittura eccezionali, in alcuni casi. Queste differenze riflettono la grande diversità etnica, culturale e linguistica che esisteva dopo la caduta dell'Impero Romano nella penisola italiana. Diverse tradizioni monastiche sorsero all'interno della Chiesa Cattolica Romana in tutta Italia, ma in luoghi diversi e in tempi diversi. Anche uno non specialista di musica può sentire la differenza, ad esempio, tra la semplice produzione di toni nei canti ambosiani di Milano e i canti di Benevento, che mostrano un distinto tremolio ornamentale "orientale" nella voce, che riflette le tradizioni vocali della Chiesa greco-ortodossa. Eppure, nonostante le differenze, le somiglianze sono grandi. In ogni caso il canto gregoriano formale fu imposto in tutta Italia entro il 1100, anche se la musica dei riti greci si continuò ad ascoltare in vari luoghi della penisola, specialmente in quei luoghi che un tempo aveva occupato Bisanzio, come Ravenna o nella penisola meridionale che era stato un rifugio per quei greci che fuggivano dalle grandi controversie iconoclaste bizantine prima dell'anno 1000. Ovviamente, dove venivano praticati riti greci, i canti venivano cantati in lingua greca e non in latino, come nella liturgia cattolica romana.

### La musica del Trecento

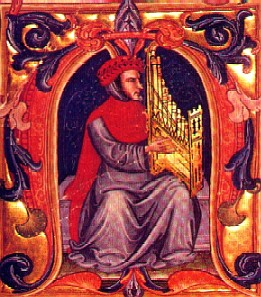
Francesco Landini, il più famoso compositore del Trecento, suona un organo portativo (illustrazione del Codice Squarcialupi del XV secolo)

Il Trecento, dal 1300 al 1420 circa, fu un periodo di vigorosa attività in Italia nelle arti, tra cui pittura, architettura, letteratura e musica. La musica del Trecento ha aperto la strada a nuove forme espressive, soprattutto nella canzone secolare e nell'uso del linguaggio volgare, l'italiano. Sotto questi aspetti la musica del Trecento può sembrare più un fenomeno del Rinascimento; tuttavia il linguaggio musicale predominante era più strettamente legato a quello del tardo Medioevo, ed i musicologi generalmente classificano il Trecento come la fine dell'era medievale.

### Musica secolare
La musica secolare prima del 1500 era in gran parte opera dei giullari, trovatori e mimi. Era l'epoca della grande volgarizzazione della lingua in Italia, anzi, in tutta Europa; cioè le persone iniziarono a scrivere e cantare canzoni nella loro lingua natia, che non era il latino, ma qualsiasi tipo di vernacolare neo-latino medievale fosse parlata nella loro area. Così, nel 1300, Dante mostrò con la Divina Commedia che il linguaggio comune (il suo fu chiamato "toscano" e non "italiano" fino al XVIII secolo) avrebbe potuto essere un veicolo per la letteratura fine. Logicamente questo si estese ai testi delle canzoni che la gente cantava.
Due punti meritano di essere menzionati a questo proposito: sappiamo molto di più sulle parole delle canzoni di quanto sappiamo sul suono reale della musica. Le parole sono state scritte con molta più facilità rispetto alle melodie. (Vedi notazione musicale). Così sappiamo che c'era una vibrante tradizione dei troubador nel XII secolo in Provenza nella loro lingua e sappiamo che anche a 1000 miglia di distanza in Sicilia c'era una vibrante tradizione dei troubador presso la corte di Hohenstaufen di Federico II, canzoni cantate nel dialetto del popolo (molto influenzato, per esempio, dall'arabo), ma è una congettura su come esattamente uno dei due suonasse più simile. Sappiamo solo che la musica popolare del sud della Francia, oggi, suona un po' diversa dalla musica popolare siciliana. Dal momento che la musica popolare è relativamente conservatrice in quanto resiste al rapido cambiamento, possiamo supporre che esistessero allora almeno alcune delle ovvie differenze nella melodia, nelle scale e nell'approccio alla vocalizzazione esistenti. La natura della chiamata e della risposta di un canto corale molto popolare nel Medioevo, cioè un solista che canta una linea che viene poi risolta da un gruppo, ha trovato la sua strada nella musica sacra medievale come un modo per coinvolgere tutti i membri della congregazione.
Le complicate polifonie di quello che viene chiamato Ars Nova cominciarono ad essere ascoltate nel XIV secolo e nel XV secolo; mezzi popolari come i madrigali impiegavano sempre più densi strati di melodie cantate allo stesso tempo, il punto era quello di creare una trama di suono intrecciata ed euforica; questo NON è lo stesso dell'armonia, il suono di molte note insieme per formare un accordo: questa è un'invenzione successiva. Ciononostante, il passaggio dai suoni monofonici dei canti alle molte melodie simultanee di polifonia rappresenta una rivoluzione nelle nostre percezioni musicali: per intenderci, è possibile avere più di una cosa che suona allo stesso tempo e comunque trovarla piacevole da ascoltare.

### Il Rinascimento
La maggior parte della gente non pensa alla musica quando sente il termine Rinascimento. Tuttavia nello stesso senso in cui architetti, pittori e scultori del XVI secolo rendevano omaggio ai valori recentemente riscoperti della Grecia classica, poeti e musicisti di quel periodo tentarono di fare la stessa cosa. Gli anni tra il 1500 e il 1600 sono il periodo più rivoluzionario nella storia musicale europea; è il secolo in cui si è sviluppata l'armonia e il secolo che ha dato i natali all'opera lirica.
Questi due sviluppi sono collegati. I lettori avranno notato il passaggio dalla monofonia dei canti gregoriani alle complesse polifonie dei madrigali e di altre musiche dei secoli precedenti il 1500. Il prossimo cambiamento nella percezione musicale riguarda un termine meno comune: l'omofonia; cioè, il suono di una corda armonica o la progressione di accordi, non intesi a distinguersi, ma che supportano un'evidente melodia in cima all'armonia.
Il desiderio, forse necessario, della musica omofonica nasce da una serie di fattori. In primo luogo c'era un rifiuto della polifonia eccessivamente complicata di molte melodie diverse che correvano contemporaneamente: seconda cosa, una generale, nuova estetica musicale del periodo, sintetizzata in modo migliore nelle parole di Leonardo da Vinci del 1500, che affermava che la musica era "la congiunzione simultanea di parti proporzionali", cioè il suono insieme di note basate su semplici frazioni aritmetiche come 2:1 (che produce il suono di un'ottava), 3:2 (che produce il suono della quinta), e 5:4 (che produce il suono di una terza maggiore). Quindi, se generi note a 400, 600, 800 e 1000 cicli al secondo, hai tutte le note del suono più semplice e armonioso nella nostra musica, l'accordo principale. È davvero così semplice. In terzo luogo l'elenco dei fattori che rendono il XVI secolo così importante è il desiderio del Rinascimento di raccontare una storia, di mettere le persone su un piccolo palcoscenico e far cantare canzoni sulla mitologia greca: la storia di Orfeo, per esempio. È difficile da fare se tutti cantano una melodia allo stesso tempo; così la polifonia lasciò il posto all'omofonia e la prima opera consisteva in melodie relativamente semplici con testi sulla mitologia greca, cantate in italiano e supportate da semplici armonie. La città importante in Italia in questo sviluppo della musica nel XVI secolo era Firenze. (Vedi anche: Camerata fiorentina, Vincenzo Galilei, Jacopo Peri, Claudio Monteverdi, Palestrina, Arcangelo Corelli.)
Oltre a Firenze, altre due città italiane sono particolarmente degne di menzione nel periodo intorno al 1600. C'è una sorta di amichevole rivalità tra i sostenitori delle due città su quale sia più importante nella storia dello sviluppo della musica in Italia. Venezia giustamente rivendica il suo posto come luogo di nascita dell'opera commerciale; Napoli indica la propria storia di conservatori musicali sponsorizzati dalla chiesa, istituzioni che si sono trasformate in "sistemi di crescita", fornendo compositori e musicisti esecutori per molta della vita musicale in Italia e, in verità, in tutta Europa.

### XVII secolo
Il periodo che va dal 1600 al 1750 comprende l'era barocca della musica. Molte cose importanti sono successe in questo periodo. Una fu un ritorno alle complessità melodiche della polifonia; tuttavia le melodie scorrevano all'interno di un moderno sistema di armonia basato su accordi e scale maggiori e minori. Quest'ultimo elemento è un'estensione del concetto di musica omofonica e ha permesso alla complessità melodica di ogni varianza di salire al dominio sull'importanza del testo. La lotta per il dominio tra testo e musica risale alla musica dei greci e continua tuttora in tutte le forme di musica artistica europea e musica popolare. Questo nuovo dominio della melodia nell'armonia a scapito del testo portò a grandi cambiamenti, tra cui l'espansione e l'invenzione delle risorse strumentali dell'orchestra; la tastiera fu estesa in entrambe le direzioni; la realizzazione di strumenti come quelli di Stradivari divenne una grande industria a Cremona e la musica strumentale iniziò a svilupparsi come una "traccia" separata, al di là del tradizionale ruolo di accompagnamento della voce umana. Le forme strumentali comprendono cose come la sonata e la fuga. Tra i personaggi musicali famosi ed influenti di questo periodo in Italia figurano Alessandro e Domenico Scarlatti, Antonio Vivaldi e Benedetto Marcello, che rappresentano l'importanza di Napoli e Venezia, rispettivamente, in questo periodo.

### XVIII secolo
Dall'inizio del XVIII secolo fino alla fine di quel secolo si comprende ciò che gli storici chiamano "musica classica". Si noti che questo uso del termine "classico" non corrisponde a ciò che i non storici intendono quando dicono "musica classica", cioè tutta l'opera e la musica sinfonica, in contrapposizione alla "musica popolare".
Il termine "classico" è appropriato per questo periodo della musica in quanto segna la standardizzazione di forme musicali come la sinfonia e il concerto. Quindi il termine "classico" è usato nel senso rinascimentale della filosofia classica greca; la forma platonica, l'idea che cose come la bellezza esistono eternamente come ideali e che il lavoro dell'artista, in questo caso il lavoro del compositore, viene messo in forma quell'ideale. Quindi abbiamo, per esempio, una sinfonia formalizzata come opera standard in quattro movimenti per orchestra, e così via.
L'impianto fisico per la composizione e l'esecuzione della musica in Italia avanzò notevolmente durante questo secolo. È il periodo in cui furono costruiti i grandi teatri d'opera di Napoli e Milano: il Teatro San Carlo e La Scala, rispettivamente. È anche l'epoca della nascita della preminenza dell'opera napoletana e poi italiana-comica. Importante, inoltre, è il ripristino di un certo senso di equilibrio tra testo e musica nell'opera, in gran parte attraverso i libretti di Metastasio.
Importanti compositori italiani di questo secolo sono: Giovanni Battista Pergolesi, Niccolò Piccinni, Giovanni Paisiello, Luigi Boccherini, Domenico Cimarosa, Muzio Clementi, Luigi Cherubini, Giovanni Battista Viotti e Niccolò Paganini. È anche l'epoca in cui la "musica italiana" diventa internazionale, per così dire, con molti di questi compositori italiani che iniziano a lavorare all'estero.

### XIX secolo
Questo è il secolo del Romanticismo nella letteratura, nell'arte e nella musica europee. Il romanticismo nella musica è caratterizzato da molte delle stesse caratteristiche che definiscono la letteratura e la pittura del secolo: meno attenzione alle formalità del classicismo, più coinvolgimento delle passioni umane come amore, eroismo, coraggio, libertà, ecc., Tutto ciò è una diretta conseguenza dell'umanesimo dell'illuminismo francese. L'opera italiana tende ad abbandonare la spensieratezza dell'opera comica per la proposta più seria della lirica italiana. Anche se il rinomato Rossini è certamente un'eccezione, la musica italiana del XIX secolo è dominata all'inizio da artisti del calibro di Bellini, Donizetti e poi, naturalmente, per gli ultimi cinquant'anni del secolo da Giuseppe Verdi, la più famosa icona musicale della storia italiana. È anche il momento della prima carriera di Giacomo Puccini, forse il più grande compositore di pura melodia nella storia della musica italiana e certamente l'ultimo. Puccini è il ponte verso l'era della nuova musica del XX secolo.

### XX secolo
Il romanticismo in tutta la musica europea si è sicuramente mantenuto fino al volgere del secolo. In Italia la musica di Verdi e Puccini ha continuato a dominare per un certo numero di anni. Tra gli altri compositori romantici italiani, almeno tra i compositori che hanno continuato a comporre nelle tradizioni tonali della musica occidentale, (in contrasto con la nuova atonalità e dissonanza dei compositori europei del secondo dopoguerra), che hanno "fatto parte" del XX secolo figurano Arrigo Boito, Ruggero Leoncavallo, Pietro Mascagni, Francesco Cilea e Ottorino Respighi.
Tuttavia era inevitabile che i compositori italiani rispondessero agli svaniti valori del Romanticismo e al cinismo provocato in molti ambienti artistici europei da cose come la prima guerra mondiale e fenomeni culturali/scientifici come la psicoanalisi in cui, almeno secondo Robert Louis Stevenson, "tutti gli uomini hanno pensieri segreti che vergognerebbero l'inferno". Il romanticismo, nonostante la sua perdurante popolarità presso i frequentatori dell'opera, morì durante la prima guerra mondiale. La musica romantica in Italia, tuttavia, non si può dire che sia morta sotto il suo stesso peso, come si potrebbe dire delle opere troppo lunghe e sovra orchestrate della musica tardoromanica in Germania che diedero il via alla musica minimalista. Ma l'astrazione e l'atonalità e, semplicemente, la musica "difficile" arrivarono in Italia dopo la morte di Puccini. Tra i nomi italiani più importanti della musica del XX secolo ci sono Luciano Berio, Luigi Dallapiccola, Goffredo Petrassi e Luigi Nono.